# Доктрина Зоненфельда
Доктри́на Зоненфе́льда — концепція закордонної політики США, сформована на дипломатичній конференції у Лондоні в кінці 1975 чільником Державного департаменту і NSA Гельмутом Зоненфельдом.
Закладала остаточну віддачу держав Східної Європи під зверхність СРСР як найкращий спосіб гарантування миру та уникнення Третьої світової війни. Була виявом слабкости адміністрації Джеральда Форда і поступу занепаду американської дипломатії від часу Генрі Кіссенджера. Вже в 1976 скритикована контркандидатом Форда на президентських виборах Рональдом Рейганом як «продаж підкорених народів і змушення їх до ствердження свого поневолення».